# Panneau de signalisation routière du Vietnam
 (signalé en mai 2025).
Si vous disposez d'ouvrages ou d'articles de référence ou si vous connaissez des sites web de qualité traitant du thème abordé ici, merci de compléter l'article en donnant les références utiles à sa vérifiabilité et en les liant à la section « Notes et références ».
- Archive Wikiwix
- Bing
- Cairn
- DuckDuckGo
- E. Universalis
- Gallica
- Google
- G. Books
- G. News
- G. Scholar
- Persée
- Qwant
- (zh) Baidu
- (ru) Yandex
- (wd) trouver des œuvres sur Wikidata

## Panneaux d'interdiction

Interdiction de tous les véhicules
Interdiction d'entrer
Interdiction des véhicules à moteur
Interdiction de tourner à droite pour les véhicules à moteur
Interdiction de tourner à gauche pour les véhicules à moteur
Interdiction de circuler à moto
Interdiction des véhicules à moteur
Interdiction des camions
Interdiction de poids sur les camions
Interdiction de circuler sur des véhicules transportant des marchandises dangereuses
Interdiction des camions et des bus
Interdiction des bus
Interdiction des taxis
Interdiction des camions transportant des remorques
Interdiction des camions transportant des semi-remorques
Interdiction des véhicules agricoles
Interdiction aux cyclistes
Interdiction des pousse-pousse
Interdiction des cyclomoteurs
Interdiction des tricycles à moteur
Interdiction des motos avec side-car
Interdiction des cyclistes à pédales
Interdiction aux piétons
Interdiction aux piétons
Interdiction des véhicules à traction animale
Interdiction de poids
Interdiction du poids des essieux
Interdiction de hauteur
Interdiction de largeur
Interdiction de longueur
Interdiction de longueur pour les camions avec remorques
Distance minimale
Arrêt
Interdiction de tourner à gauche
Interdiction de tourner à droite
Interdiction de faire demi-tour à gauche
Interdiction de faire demi-tour à droite
Interdiction de faire demi-tour à gauche pour les véhicules à moteur
Interdiction de faire demi-tour à droite pour les véhicules à moteur
Interdiction de tourner à gauche et de faire demi-tour
Interdiction de tourner à droite et de faire demi-tour
Interdiction de tourner à gauche et de faire demi-tour pour les véhicules à moteur
Interdiction de tourner à droite et de faire demi-tour aux véhicules à moteur
Interdiction de dépasser
Interdiction de dépasser les camions
Limitation de vitesse maximale
Limite de vitesse de nuit
Limitation de vitesse sur voie
Limitation de vitesse par voie
Fin de la limitation de vitesse sur voie
Fin de la limitation de vitesse par voie
Interdiction de klaxonner
Douane
Interdiction de s'arrêter
Interdiction de stationnement
Interdiction de stationner les jours impairs
Interdiction de stationner les jours pairs
Priorité au trafic venant en sens inverse
Fin de l'interdiction de dépasser
Fourgonnette de fin de limitation de vitesse
Fin de toutes les interdictions
Interdiction de circuler tout droit
Interdiction de tourner à gauche ou à droite
Interdiction de tourner à gauche ou d'aller tout droit
Interdiction de tourner à droite ou d'aller tout droit
Interdiction de véhicules agricoles similaires

## Panneaux obligatoires

## Signes d'avertissement

Cédez le passage

## Panneaux indicateurs

Priorité au trafic venant en sens inverse